# Honor Harrington
Honor Harrington is een personage in een serie militaire sciencefiction-boeken geschreven door de Amerikaanse schrijver David Weber, uitgegeven door Baen Books. Het eerste boek verscheen in 1993; chronologisch is het korte verhaal "Ms Midshipwoman Harrington" (2001) het eerste verhaal uit haar militaire carrière.

## Inspiratie
De serie is gesitueerd in de verre toekomst, waar de mensheid zich over vele sterrenstelsels verspreid heeft. Honor Harrington is een militair gezagvoerder, kapitein van een sterrenschip, en later van steeds grotere formaties. Het personage is duidelijk geïnspireerd op de Horatio Hornblower-serie van C.S. Forester (op zijn beurt weer gebaseerd op, onder andere, Horatio Nelson), maar dan een vrouw. Net als Nelson verliest Honor Harrington haar linkeroog en linkerarm, al krijgt ze daarvoor (anders dan Nelson) protheses die beter presteren dan de originele onderdelen.
Militair lijkt de actie in eerste instantie op oorlogvoering met zeilschepen. De sterrenschepen hebben vergelijkbare sterke en zwakke punten als zeilschepen. Waar Horatio Hornblower vecht tegen Napoleontisch Frankrijk, vecht Honor Harrington tegen een toekomstig equivalent waar eerst een corrupt ancien régime heerst, dat later via een bloedige revolutie vervangen wordt door een communistisch terreurregime geleid door Rob S. Pierre.

## Personage
Waar in David Webers eerste werk The Apocalypse Troll de hoofdpersoon superieur is alleen omdat hij Amerikaan is, zijn er duidelijke redenen voor de superioriteit (en het succes) van Honor Harrington. Ze stamt af van voorouders die genetisch gemodificeerd zijn om ze geschikt te maken voor werelden met grotere zwaartekracht, zodat ze buitengewoon sterk en buitengewoon intelligent is. Vanaf het begin van haar militaire training beoefent ze een vechtsport, waarin ze zeer bedreven wordt, en met relatief weinig training blijkt ze een expert pistool- en zwaardvechter te worden.
Ze leeft in een maatschappij waar levens kunstmatig verlengd worden, zodat ze niet alleen een levensverwachting heeft van twee eeuwen of meer, maar het grootste deel van haar leven de fysiek en het uiterlijk heeft van een vrouw vroeg in de twintig (ze hoeft daarbij niet op haar figuur te letten, vanwege haar versnelde stofwisseling, maar moet juist veel zoets eten). Verder is ze geadopteerd door een boomkat, een wezen dat niet alleen zeer intelligent is maar ook empathisch is en dat via bijzondere krachten haar emotioneel stabiel houdt. In het eerste boek wordt ze miljonair (later miljardair), in het tweede boek wordt ze in de adelstand verheven, zodat ze zich in de hoogste kringen gaat bewegen (op de militaire academie werd ze al de beste vriendin van de nicht van de koningin). Al met al heeft ze zeer veel voordelen boven haar medemens. In latere boeken wordt ze dankzij haar boomkat zelf telepatisch, zodat niemand ongemerkt tegen haar kan liegen.

## Militair succes
Bovendien woont ze in een koninkrijk dat technisch zeer geavanceerd is, en dat zelf haar eigen sterreschepen bouwt, en daar steeds beter in wordt, naarmate de wapenwedloop voortduurt. Dit technische voordeel helpt haar aanzienlijk om numeriek superieure of zwaarder bewapende vijanden te verslaan.

## Perspectief
De boeken verheerlijken indirect conservatief Amerika: in de wereld die haar in het tweede boek adopteert zijn de mensen niet alleen hardwerkend en eerlijk, maar zijn ook zeer kerkelijk, zeer gelovig, en zeer familie-gericht, spelen honkbal en houden van country en western muziek (zoals die nu bestaat). Als twee mensen elkaar voor het eerst tegenkomen wordt het niet vreemd gevonden als ze (vele eeuwen later) gebeurtenissen uit de Amerikaanse militaire geschiedenis bediscussiëren. Het boek waaruit Honor Harrington voorleest aan kinderen is David and the Phoenix (1957). Later in de serie vindt Honor Harrington het ruimte-equivalent van het vliegkampschip uit (haar boomkat heet “Nimitz”). Ook blijkt, in de verre toekomst, dat de groene beweging het helemaal bij het verkeerde eind had. De boeken zijn vrij van racisme en seksisme, maar alle personages zijn keurig heterosexueel.
Honor Harrington vecht voor haar land, tegen religieus fanatisme (dat dan ook seksisme meebrengt), tegen communisme, tegen corruptie en tegen (genetisch gemodificeerde) slavernij. Naar de aard van de serie wint ze altijd. Haar belangrijkste hobby is parasailing, en waar dat niet kan, zwemmen.

## Ontvangst
De serie boeken was in eerste instantie zeer succesvol (en vaak herdrukt), maar latere boeken worden steeds dikker, met meer politieke intriges, die steeds omstandiger beschreven worden. De militaire actie wordt steeds minder en steeds vlakker, steeds meer gebaseerd op technische superioriteit en grotere getallen wapens. Fans van de serie zijn het erover eens dat de eerste vijf à zes boeken lezenswaardig zijn, maar oneens over tot welk deel dit het geval blijft. In de oorspronkelijke opzet was het de bedoeling dat Honor Harrington in deel tien een heldhaftige dood zou sterven (net als Nelson), en dat een eventuele vervolgserie over haar kinderen zou gaan.

## Honorverse
Deze boeken worden aangeduid als de Honor Harrington serie, in bredere zin ook wel als het 'Honorverse', het fictieve universum van Honor. Behalve David Weber hebben ook andere auteurs verhalen geschreven die zich afspelen in deze fictieve wereld; deze verhalen zijn gebundeld in de serie Worlds of Honor. Enkele boeken die laat in het Honorverse spelen zijn geschreven samen met Eric Flint.
Honor Harrington is niet in alle boeken in het Honorverse de hoofdpersoon. Enkele delen die laat in dit tijdperk spelen hebben andere hoofdpersonen. Ook komt Honor Harrington soms slechts heel even voor in zulke latere boeken.
Verder is David Weber een serie prequels gestart die spelen ruim voor de geboorte van Honor Harrington.